# Atomredmetzoloto
Atomredmetzoloto (bekannt als ARMZ Uran Holding) ist ein russischer Uranbergbaukonzern im Besitz des russischen Staates und einer der größten Uranförderer der Welt. Nur 1,1 % des Unternehmens ist im direkten Besitz der Rosatom, 84,5 % der Unternehmensanteile gehören Atomenergoprom, weitere 14,3 % sind im Besitz von TWEL. Atomenergoprom und TWEL sind ihrerseits Tochtergesellschaften von Rosatom. Atomredmetzoloto ist Mitglied der World Nuclear Association.
Als Bergbau-Division von Rosatom betreibt Atomredmetzoloto mehrere Uranminen in Russland und förderte im Jahr 2018 über 2900 Tonnen Uran. Neben Uran fördert das Unternehmen unter anderem auch Kohle. Im Jahr 2018 wurden 3,03 Millionen Tonnen Kohle abgebaut.